# Kanton Villeneuve-l'Archevêque
Kanton Villeneuve-l'Archevêque (fr. Canton de Villeneuve-l'Archevêque) byl francouzský kanton v departementu Yonne v regionu Burgundsko. Skládal se ze 17 obcí. Zrušen byl po reformě kantonů 2014.

## Obce kantonu
- Bagneaux
- Chigy
- Les Clérimois
- Courgenay
- Flacy
- Foissy-sur-Vanne
- Lailly
- Molinons
- Pont-sur-Vanne
- La Postolle
- Saint-Maurice-aux-Riches-Hommes
- Les Sièges
- Theil-sur-Vanne
- Vareilles
- Villeneuve-l'Archevêque
- Villiers-Louis
- Voisines